# Râul Ursa
Râul Ursa este un curs de apă, afluent al Dunării. 